# سكوت غوش
سكوت غوش (بالإنجليزية: Scott Gooch)‏ هو لاعب كرة قدم وشخصية أعمال أسترالي، ولد في 4 يوليو 1975. لعب مع Subiaco Football Club ‏.